# Fritz Becker
Fritz Becker nasceu em Heidberg em 7 de Março de 1892, faleceu em Herzberg em 11 de Junho de 1967.

## Biografia
Fritz Becker era um oficial cadete em 1913, depois Leutnant de infantaria no ano seguinte. Ele continuou a sua carreira militar entre as duas guerras, servindo na infantaria o tempo todo. Promovido para Oberst em Setembro de 1939, comandou o Inf.Rgt. 60. Se tornou Generalmajor em 20 de Abril de 1942, e foi colocado no comando da reserva em 15 de Maio de 1942. Assumiu o comando do OFK (Oberfeldkommandantur) 365 (17 de Julho de 1942) depois a 370ª Divisão de Infantaria (15 de Setembro de 1942).
Subiu para a patente de Generalleutnant em 20 de Abril de 1943 sendo novamente colocado no Comando da Reserva (1 de Junho de 1944). Em 3 de Julho de 1944, assumiu o comando do XXXXVI Corpo Panzer e depois o XXIV Corpo Panzer (20 de Agosto de 1944). Em seguida estava no comando da 389ª Divisão de Infantaria (30 de Setembro de 1944) e depois no comando da reserva (25 de Março de 1945).
Ele foi feito prisioneiro pelos Britânicos em 27 de Maio de 1945, e libertado em 6 de Janeiro de 1948. Faleceu em Herzberg em 11 de Junho de 1967.

## Condecorações
Foi condecorado com a Cruz de Cavaleiro da Cruz de Ferro (6 de Abril de 1943) e a Cruz Germânica e Ouro (22 de Novembro de 1941).